# Corythornis
Corythornis este un gen de pescărași mici africani. 
Un studiu filogenetic molecular al pescărașilor alcedinini publicat în 2007 a constatat că genurile, așa cum erau definite atunci, nu formau grupuri monofiletice. Ulterior, speciile au fost rearanjate în patru genuri, cu patru specii în genul Corythornis.. Genul a fost introdus de naturalistul german Johann Jakob Kaup în 1848. Specia tip este Alcedo cristatus nais. Corythornis este grupul soră al genului Ispidina, care conține doi pescărași mici africani.

## Specii
Genul conține patru specii:
- Corythornis madagascariensis
- Corythornis leucogaster
- Corythornis cristatus
- Corythornis vintsioides